# Sixth Sense (album)
Pour les articles homonymes, voir Sixth Sense.
Albums de Brown Eyed Girls
Sound-G
(2009) Black Box
(2013)
Sixth Sense est le quatrième album de Brown Eyed Girls, sorti sous le label NegaNetwork le 23 septembre 2011 en Corée du Sud. Une réédition sort le 9 novembre 2011 en Corée. Cette réédition contient en plus un DVD, ainsi qu'une piste en plus, "Cleansing Cream" sorti en single digital le 3 novembre 2011, un photobook de 40 pages, un calendrier, 4 cartes et une housse.

## Liste des titres
| 1. | Swing it shorty (Intro)             | 1:21 |
| 2. | Sixth Sense                         | 3:47 |
| 3. | Hot Shot                            | 3:21 |
| 4. | La Boheme                           | 3:48 |
| 5. | An Inconvenient Truth (불편한 진실) | 3:48 |
| 6. | Lovemotion                          | 3:30 |
| 7. | Countdown (Interlude)               | 1:50 |
| 8. | Vendetta                            | 3:41 |
| 9. | Sixth Sense (Instrumental)          | 3:47 |

| 1.  | Swing it shorty (Intro)             | 1:21 |
| 2.  | Sixth Sense                         | 3:47 |
| 3.  | Hot Shot                            | 3:21 |
| 4.  | La Boheme                           | 3:48 |
| 5.  | An Inconvenient Truth (불편한 진실) | 3:48 |
| 6.  | Lovemotion                          | 3:30 |
| 7.  | Countdown (Interlude)               | 1:50 |
| 8.  | Vendetta                            | 3:41 |
| 9.  | Cleansing Cream (클렌징크림)        | 3:33 |
| 10. | Sixth Sense (Instrumental)          | 3:47 |

| 1. | Jacket shooting         |  |
| 2. | Hot Shot (making of)    |  |
| 3. | Hot Shot                |  |
| 4. | Sixth Sense (making of) |  |
| 5. | Sixth Sense             |  |
| 6. | Sixth Sense NG          |  |